# Ammatomus rufonodis
Ammatomus rufonodis (лат.) — вид песочных ос рода Ammatomus из подсемейства Bembicinae (триба Gorytini).
Палеарктика: Армения, Казахстан, Таджикистан, Туркмения, Иран, Турция, Израиль.
Осы мелкого размера (7-9 мм). 1-3-й сегменты лапок задних ног чёрные на вершине. Базальная жилка переднего крыла соединяется с субкостальной жилкой рядом с птеростигмой. Лицо узкое. На боках среднегруди эпикнемиальные кили отсутствуют. Гнездятся в земле. Ловят мелких цикадок. Вид был впервые описан в 1877 году российским и польским энтомологом и генералом Октавием Ивановичем Радошковским (1820—1895).